# Capinzal
Capinzal là một đô thị thuộc bang Santa Catarina, Brasil. Đô thị này có diện tích 333,98 km², dân số năm 2007 là 23180 người, mật độ 69,4 người/km².